# Bohdanî, Vîșhorod
Bohdanî (în ucraineană Богдани) este localitatea de reședință a comunei Bohdanî din raionul Vîșhorod, regiunea Kiev, Ucraina.

## Demografie
Componența lingvistică a localității Bohdanî
     Ucraineană (100%)
Conform recensământului din 2001, toată populația localității Bohdanî era vorbitoare de ucraineană (100%).

## Galerie

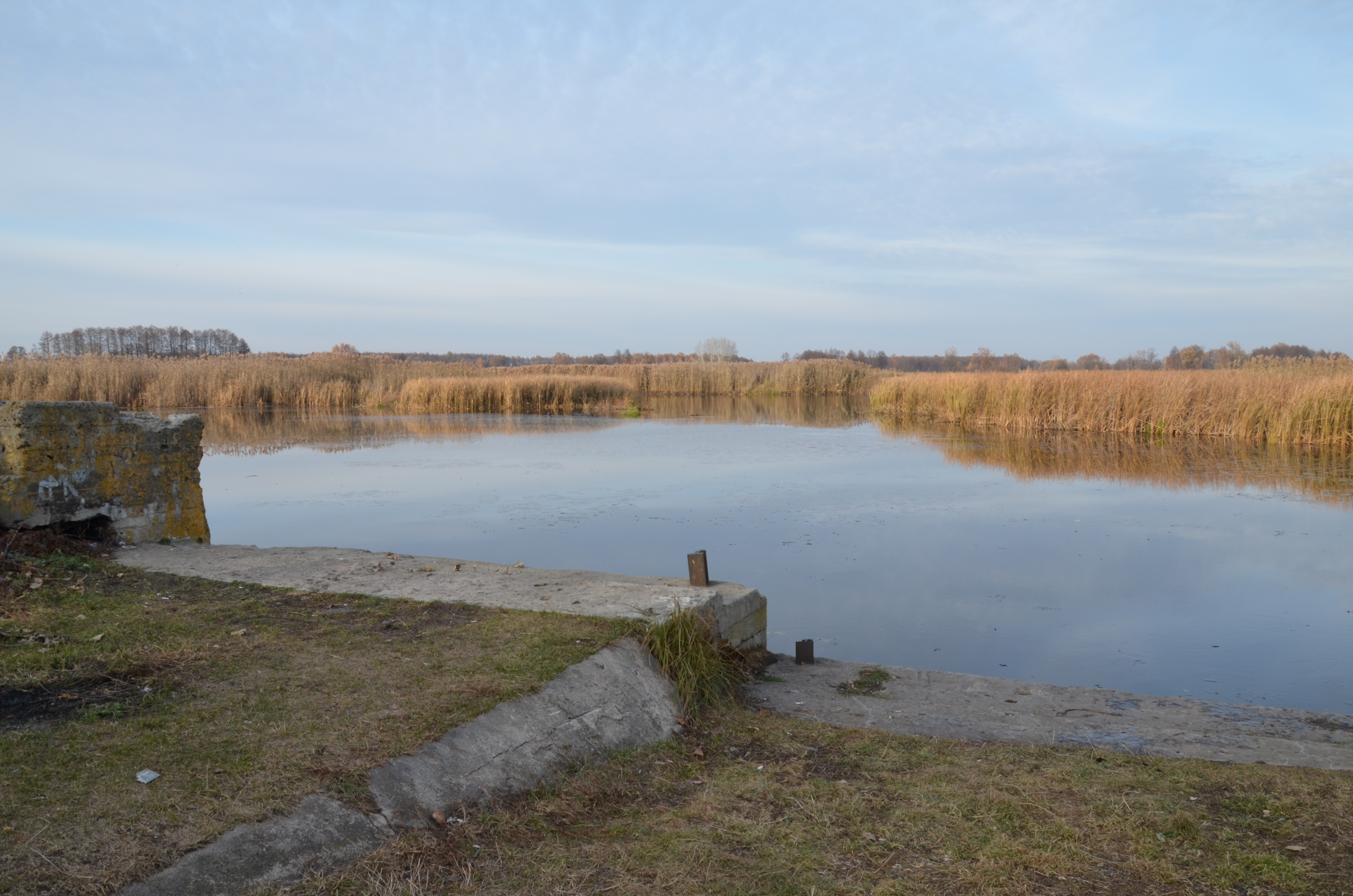
Fostul debarcader din Bogdani
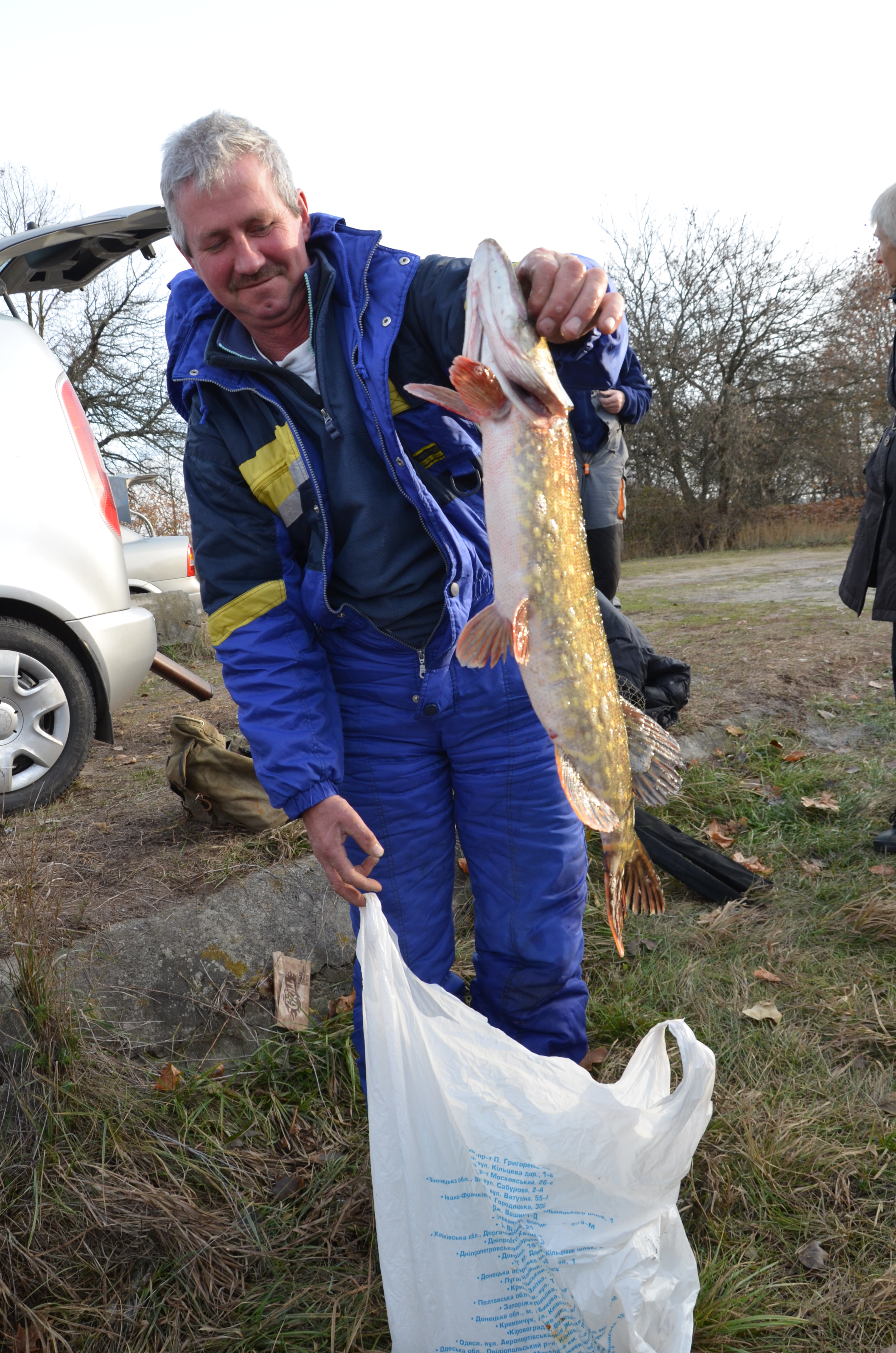
Pescuit de succes în Bogdani